# 英國不明飛行物研究協會
英國不明飛行物研究協會（英語：British UFO Research Association，縮寫：BUFORA）是英國的一個不明飛行物研究團體，主要使命為探討無法解釋的不明飛行物目擊事件。該組織約有一千名成員。
自1987年以來至今，該協會每年皆會舉辦年度聚會。1991年，該協會的主席派崔克·沃爾爵士編寫了《飛碟百科全書》。

## 外部連結
- 官方网站（英文）